# Forest (district)
Forest of Central Forest Reserve is een van de elf districten van Saint Lucia. Het gebied is onbewoond en vormt een natuurreservaat.